# Zbytowa

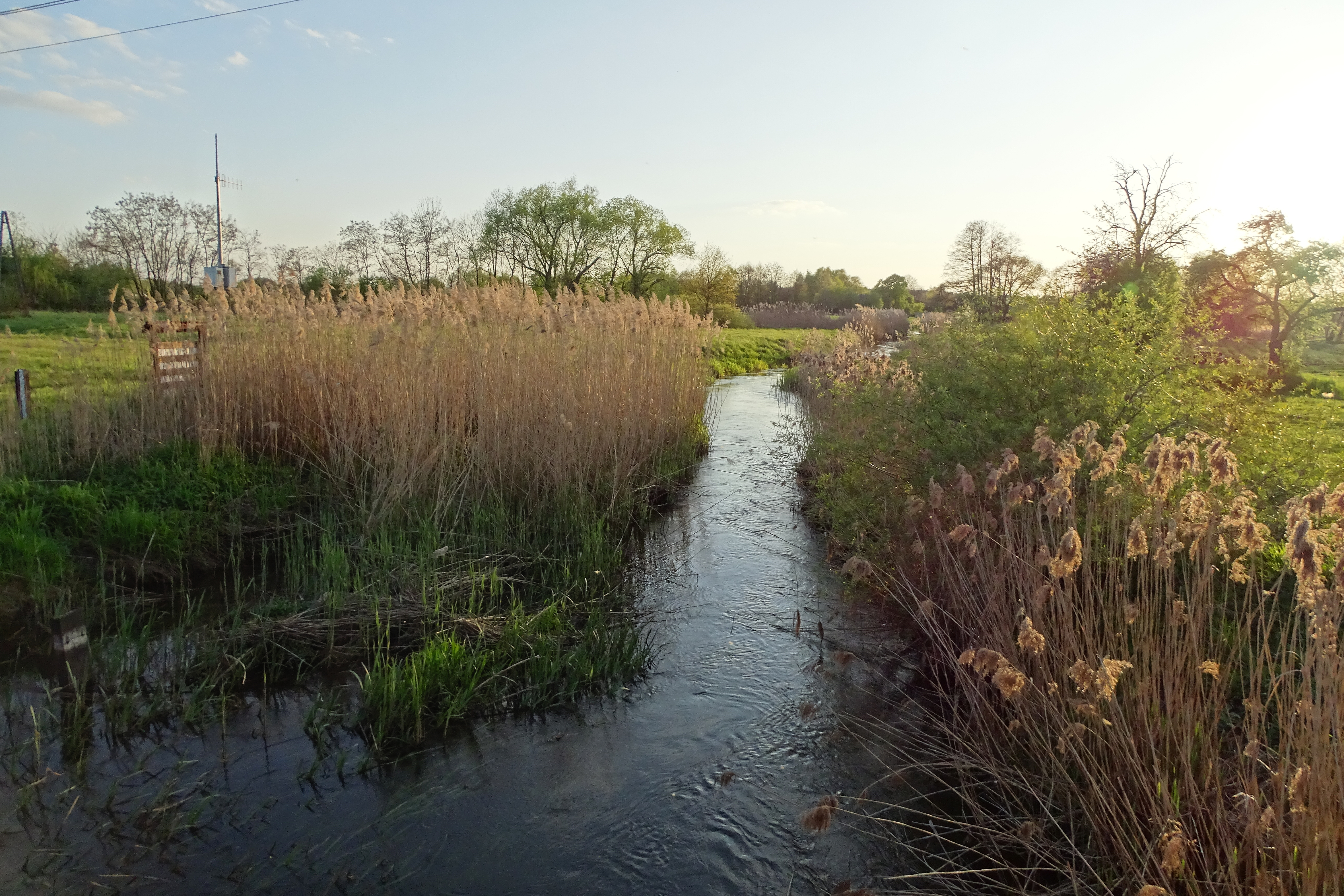
Die Widawa bei Zbytowa

Zbytowa (deutsch Vielguth) ist ein Dorf in der Stadt- und Landgemeinde Bierutów im Powiat Oleśnicki der Woiwodschaft Niederschlesien in Polen.

## Geographie
Das Straßendorf Zbytowa liegt zehn Kilometer südwestlich von Bierutów (Bernstadt an der Weide), 16 Kilometer südöstlich von Oleśnica (Oels) und 45 Kilometer östlich von Breslau in der Schlesischen Tiefebene am rechten Ufer der Widawa (Weide), einem rechten Zufluss der Oder. Westlich von Zbytowa befinden sich weitläufige Waldgebiete. Ortsteil von Zbytowa ist der Weiler Nowa Smolna (Neu Schmollen).
Nachbarorte von Zbytowa sind im Südwesten Grędzina (Trattaschine) und im Osten Paczków (Patschkey).

## Geschichte

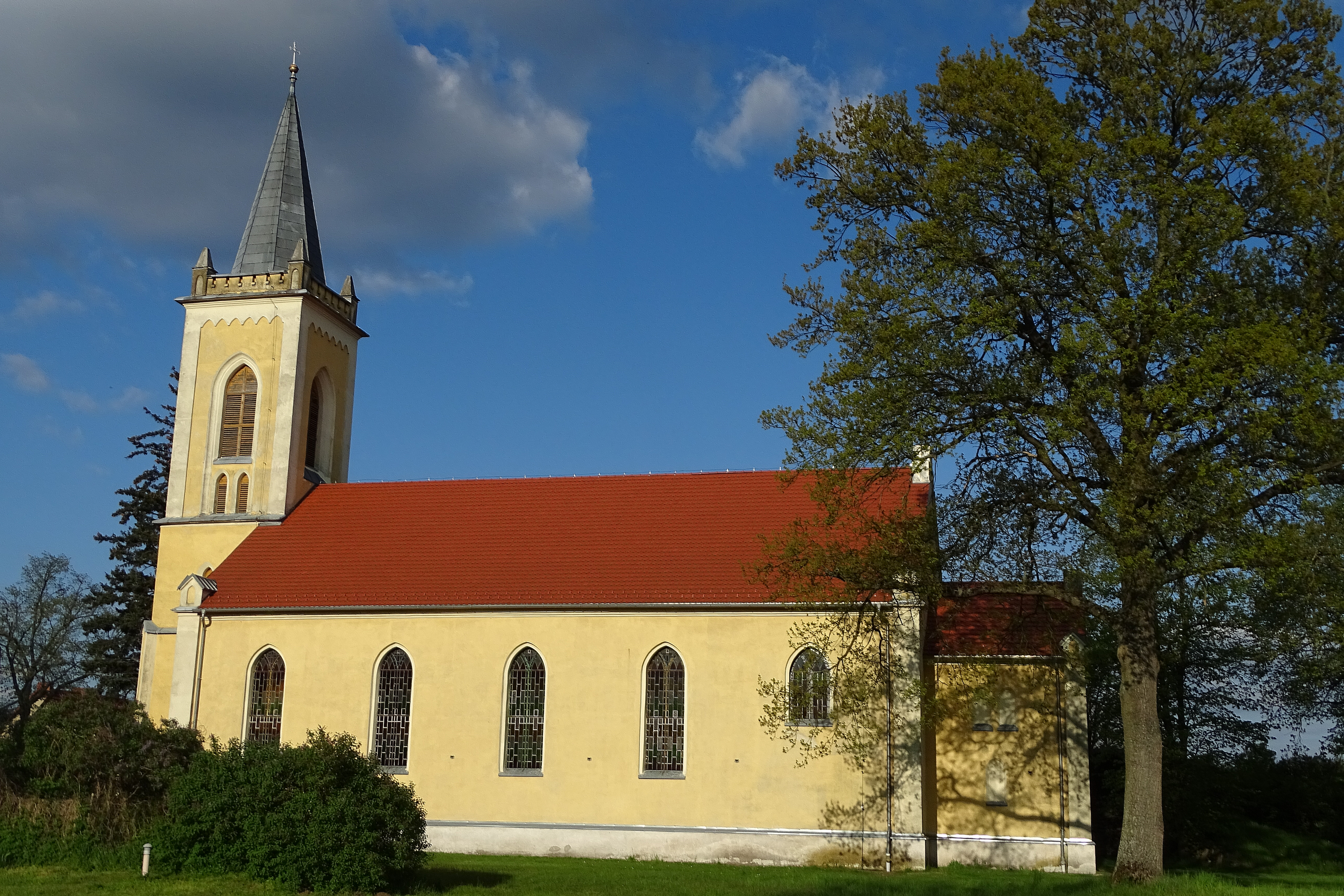
Kirche Unserer Lieben Frau der Königin von Polen

Nach dem Ersten Schlesischen Krieg 1742 fiel Vielguth zusammen mit dem größten Teil Schlesiens an Preußen.
Nach der Neugliederung Preußens gehörte die Landgemeinde Vielguth ab 1815 zur Provinz Schlesien und war ab 1816 dem Landkreis Oels eingegliedert. 1874 wurde der Amtsbezirk Vielguth gebildet, dem die Landgemeinden Neu Ellguth, Neu Schmollen und Vielguth sowie die Gutsbezirke Neu Schmollen und Vielguth eingegliedert wurden. Erster Amtsvorsteher war der Oberamtmann Arndt in Vielguth. 1885 wurden 1076 Einwohner gezählt.
Zum 30. September 1928 wurde Neu Schmollen nach Vielguth eingemeindet. Für 1933 wurden 1012 Einwohner verzeichnet, 1939 waren es 940.
Als Folge des Zweiten Weltkriegs fiel Vielguth 1945 mit dem größten Teil Schlesiens 1945 an Polen. Nachfolgend wurde es in Zbytowa umbenannt und der Woiwodschaft Breslau angegliedert. Die deutsche Bevölkerung wurde, soweit sie nicht vorher geflohen war, weitgehend vertrieben. Die neu angesiedelten Bewohner waren teilweise Zwangsumgesiedelte aus Ostpolen, das an die Sowjetunion gefallen war.

## Sehenswürdigkeiten
- Römisch-katholische Kirche Unserer Lieben Frau der Königin von Polen (polnisch Kościół Matki Bożej Królowej Polski)
- Gutshaus Vielguth (Dwór Zbytowa)
- Fachwerkhaus Nr. 104 in Nowa Smolna

## Vereine
- Freiwillige Feuerwehr OSP KSRG Zbytowa
- Fußballverein KS Zbytowa